# Kanton Pouyastruc
Pouyastruc is een voormalig kanton van het Franse departement Hautes-Pyrénées. Het kanton maakt deel uit van het arrondissement Tarbes. Het werd opgeheven bij decreet van 25 februari 2014, met uitwerking op 22 maart 2015. Alle gemeenten zijn opgenomen in het nieuwe kanton Les Coteaux.

## Gemeenten
Het kanton Pouyastruc omvatte de volgende gemeenten:
- Aubarède
- Bouilh-Péreuilh
- Boulin
- Cabanac
- Castelvieilh
- Castéra-Lou
- Chelle-Debat
- Collongues
- Coussan
- Dours
- Gonez
- Hourc
- Jacque
- Lansac
- Laslades
- Lizos
- Louit
- Marquerie
- Marseillan
- Mun
- Oléac-Debat
- Peyriguère
- Pouyastruc (hoofdplaats)
- Sabalos
- Soréac
- Souyeaux
- Thuy